# 禹州 (古代)
禹州，明朝时设置的州。
万历三年（1575年），因避明神宗朱翊钧名讳，改钧州置，治所在今河南省禹州市市区。辖境相当今河南省禹州市、新郑市地。明末李自成农民起义军攻克此州后，杀明宗室徽王。产瓷器。清朝时，不辖县。1913年降为县。